# Herb powiatu mieleckiego
Herb powiatu mieleckiego – jeden z symboli powiatu mieleckiego, ustanowiony 25 lutego 2003.

## Wygląd i symbolika
Herb przedstawia na tarczy w polu czerwonym srebrnego gryfa, trzymającego tarczę błękitną, na której majuskuła „M” złota, nakryta hełmem czarnym, zwieńczonym rogami czerwonymi. Srebrny gryf nawiązuje do godła Gryfitów, rodu posiadającego dobra w okolicach Mielca od początku XIV wieku, natomiast błękitna tarcza nawiązuje bezpośrednio do herbu Mielca.